# پارک چانگ هی (ورزشکار)
پارک چانگ هی (انگلیسی: Park Chung-hee؛ زادهٔ ۱۰ آوریل ۱۹۷۵) بازیکن هندبال اهل کره جنوبی است.